# F-16 Solo Display Team

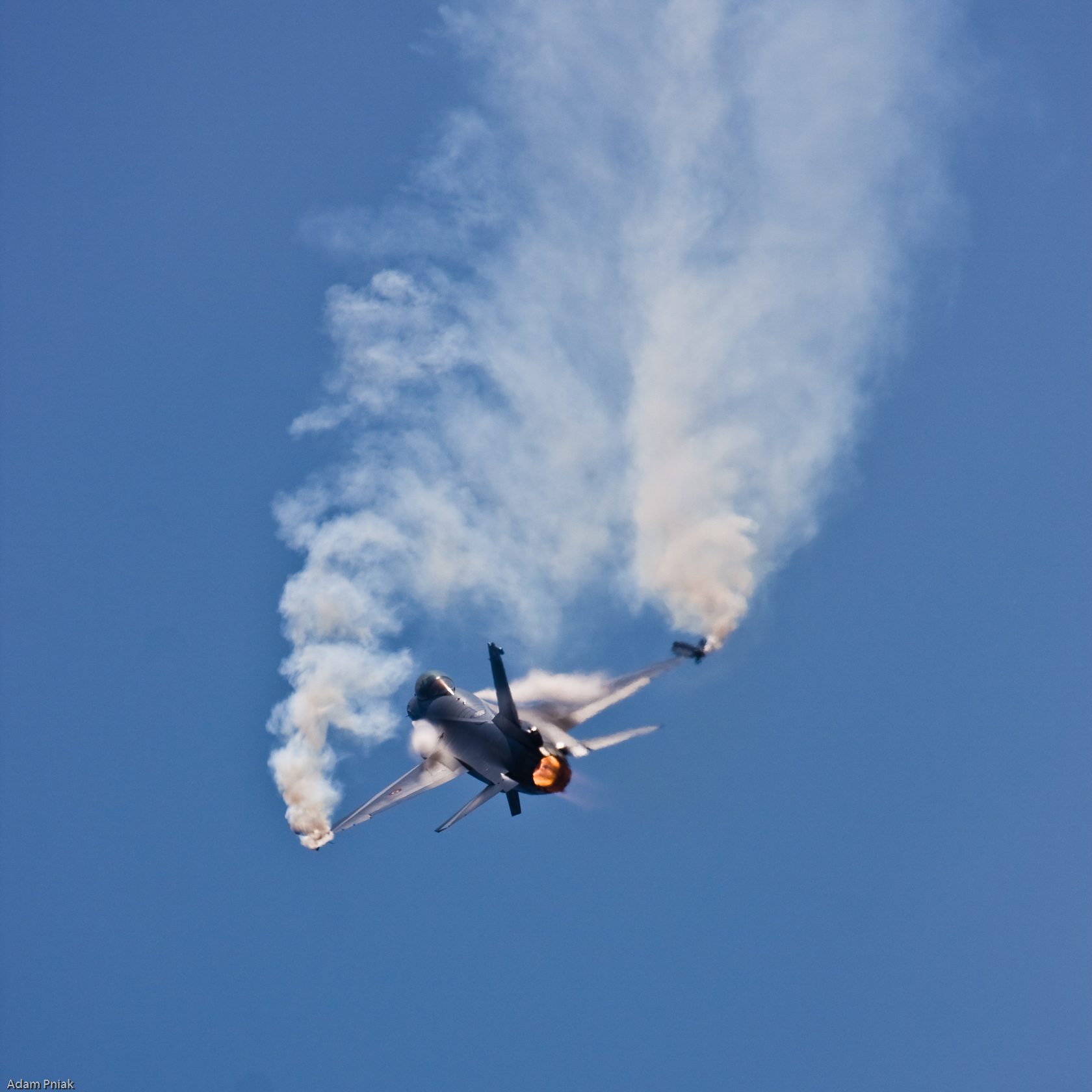
F-16 Solo Display Team 2008 in Brünn, Tschechien

Das F-16 Solo Display Team war eine Kunstflugstaffel der Belgischen Luftstreitkräfte.

## Geschichte
Das Team, das ausschließlich Maschinen vom Typ  F-16 Fighting Falcon einsetzte, wurde im Jahr 1979 gegründet und war in den folgenden knapp 45 Jahren kontinuierlich auf zahlreichen Flugtagen im In- und Ausland aktiv. Die Heimatbasis war der Militärflugplatz Kleine Brogel. Es wurde Anfang 2024 im Hinblick auf die bevorstehende Außerdienststellung der F-16 aufgelöst.

## Piloten
| Pilot                     | Jahr         |
| ------------------------- | ------------ |
| Maj. Jozef Deheyn         | 1979–1981    |
| Cdt. Jean-Marie Toussaint | 1982–1983    |
| Cdt. Mark Anthony         | 1984–1987    |
| Cdt. Daniel Faye          | 1987         |
| Maj. Erwin De Decker      | 1988–1990    |
| Cdt. Nathan De Permentier | 1988–1992    |
| Maj. Marc Bongartz        | 1993         |
| Cdt. Jean-Jacques De Wael | 1993–1997    |
| Cdt. Rudy Theys           | 1994–1996    |
| Cdt. Danny Meersman       | 1998–2001    |
| Cdt. Rudy Schoukens       | 2000–2002    |
| Cdt. Michael Koos         | 2003         |
| Cdt. John Vandebosch      | 2003–2005    |
| Cdt. Michael Artiges      | 2006–2008    |
| Cdt. Michel Beulen        | 2009–2012    |
| Cdt. Avi Renaud           | seit 2013–?? |